# Сигеткьоз
Сигеткьоз (угор. Szigetköz), також (Малий) Житній острів (Kis-Csallóköz, словац. Malý Žitný ostrov), Малий Шютт (нім. Kleine Schüttinsel) — річковий острів у Північно-Західній Угорщині, на низовині Кішальфельд. Розтягнутий більш ніж на 50 км уздовж кордону зі Словаччиною, навпроти середини словацького Великого Житнього острова. Обмежений Дунаєм та його правобережним рукавом Мошоні-Дуна (Мошонський Дунай), який відгалужується в Чуново та Дунакіліті і впадає біля села Венек. У Мошоні-Дуна біля міста Мошонмадяровар впадає Лейта, а біля міста Дьєр — Раба. Острів наносний, виник з алювію річок Дунай і Раба. Площа — 375 км2. Найбільший острів Угорщини. Адміністративно належить до медьє Дьєр-Мошон-Шопрон. У минулому належав до комітатів Мошон і Дьєр Угорського королівства.
Популярне місце пішохідного та велосипедного туризму, а Мошоні-Дуна — водного туризму (сплаву на байдарках та каное).

## Етимологія
Складне слово Сигеткьоз складається з угорських слів «сигет» (sziget) — «острів» і «кез» (köz) — «міжріччя». У староугорській мові складне слово з останньою частиною «кез» типологічно входить у дві групи: 1) загальна назва зі значенням «вода» (víz), «річка» (folyó) і «міжріччя», наприклад, Токьоз (Tóköz), Візкьоз (Vízköz), 2) загальна назва цієї води та член «кьоз». Це слово зазвичай застосовують для позначення досить великих просторів, обмежених однією великою і однією маленькою річками, і цей географічний простір носить завжди назву меншої річки, що впадає у велику. До таких слів відноситься Чаллокьоз (Csallóköz), Вагкьоз (Vágköz), Темешкьоз (Temesköz). Назва Сигеткьоз буквально означає «острів між».

## Флора
Являє собою типову заплаву з невеликими піщаними пасмами. У Середньовіччі тут переважали заплавні ліси. Нині — переважно сільськогосподарський ландшафт. Відрізняється родючим алювіальним ґрунтом. Однорідні луково-чорноземні ґрунти формуються тут на дренованих піщано-галькових відкладах Дунаю та його правих приток. Особливо сприятливий для землеробства від посівів жита (пшениці). Овочівництво спеціалізується на вирощуванні капусти та перцю.
Залишки початкової рослинності представлені переважно чагарниками та вербовими лісами (вербняками) у тимчасово затоплюваній частині вздовж Дунаю та листяними лісами у високій частині вздовж Мошоні-Дуна та в районі села Дунасигет. Для листяних лісів характерні дуб звичайний, ясен звичайний, рідше зустрічається вільха сіра. На луках ростуть рослини з триби орхідних підродини орхідних, таких родів як зозулинець, комашник, булатка, а також вужачка. На піщаних пасмах часто зустрічаються невеликі конвалієві діброви, наприклад, біля поселень Райка, Дунакіліті, Кімле, Гедервар, Ашваньраро. В лісах ростуть купина, чистець лісовий, фіалка запашна і горобейниця пурпурово-синя. Тільки в лісі біля Галасі підлісок у стані, близькому до природного.
Реліктові заплавні ліси трапляються невеликими ділянками. До них відносяться вербняки біля сіл Маріакальнок, Дунакіліті, Гедервар, Кізбайч. Рідше трапляється вільховий ліс.
Водні рослини, болотна та болотно-лукова рослинність поширена в затонах. Серед аерогідатофітів — Ranunculus fluitans, який в Угорщині зустрічається тільки на Сигеткьозі, навпроти Мошонмадяровара на березі Мошоні-Дуна, глечики жовті, плавун щитолистий.
Великі очеретяні болота і пов'язані з ними високотравні луки. Реліктові осокові луки рідкісні.

## Тваринний світ
Район Сигеткьозу є важливим нерестовищем на угорській ділянці Дунаю.
На Сигеткьозі мешкають 206 видів птахів, що становить 57 % пташиної фауни Угорщини. З них 166 видів перебувають під охороною. Гніздяться 134 види.
На Сигеткьозі мешкає полівка економка — релікт льодовикового періоду. Зустрічається олень благородний, рідше — козулі, у великій кількості — кабан.

## Ландшафтний заповідник Сигеткьоз
1987 року рада медьє Дьєр-Мошон-Шопрон створила ландшафтний заповідник Сигеткьоз (Szigetközi Tájvédelmi Körzet) площею 9681,7 га, з яких охороняється 1426,6 га.
Охорона була викликана також будівництвом гребель Габчиково — Надьмарош. 1989 року Угорщина призупинила будівництво. Чехословаччина в односторонньому порядку вирішила продовжити будівництво. 1991 року Угорщина заявила про денонсацію договору 1977 року. 1993 року Словаччина та Угорщина звернулися до Міжнародного суду ООН. У ході судового процесу Угорщина заявила, що проєкт призвів би до значного падіння рівня підземних вод у районі Сигеткьоз.
Належить до національного парку Фертьйо-Ханшаг.